# Glyn Johns
Pour les articles homonymes, voir Johns.
Glyn Johns, né le 15 février 1942 à Epsom, en Angleterre, est un ingénieur du son et producteur de musique britannique.

## Biographie
Au cours de sa carrière, il travaille avec des artistes tels que The Beatles, Steve Miller Band, Led Zeppelin, The Rolling Stones, The Who, Family, Eagles, Eric Clapton, The Clash, Midnight Oil, Blue Öyster Cult, Linda Ronstadt, Emmylou Harris, New Model Army, Belly et beaucoup d'autres, dont les français de Téléphone sur Un autre monde.
Après une carrière comme chanteur dans les années 1960 dans le groupe The Presidents, Johns commence à travailler en tant qu'ingénieur son aux studios d'enregistrement IBC à Londres.
Il est surtout connu en tant qu'ingénieur du son des Rolling Stones de 1966 à 1975. Leur collaboration commence plutôt mal avec le single Have You Seen Your Mother, Baby..., véritable cauchemar en studio où rien ne sonne correctement. Pourtant, cela lui permet de sortir du studio et de se rendre avec le groupe au studio Olympic pendant plusieurs années pour les albums Between the Buttons, Their Satanic Majesties Request, Beggars Banquet et Let It Bleed. Après cela, il suit le groupe, qui quitte le studio pour leur studio mobile dans lequel ils enregistrent désormais pendant de nombreuses années. Glyn y enregistre les albums Get Yer Ya-Ya's Out, Sticky Fingers, Exile On Main St., Goats Head Soup et It's Only Rock'n Roll. En 1975, après avoir enregistré les meilleurs albums des Stones, il les quitte durant l'enregistrement de l'album Black and Blue qui s'éternise car ils recherchent un guitariste pour pallier le départ de Mick Taylor l'année précédente. Il ne finit pas l'album et ne travaillera plus jamais avec eux.
En 1969, Glyn Johns est appelé par les Beatles pour être leur ingénieur du son du 2 au 31 janvier 1969, lors de l'enregistrement de l'album qui doit s'appeler Get Back et dont ils interprètent les chansons en live, sans aucun ajout, mais avec le concours du claviériste Billy Preston qui les accompagne à partir du 22 janvier. Glyn Johns a ensuite la tâche de mixer l'album. Il compile plusieurs versions des chansons de ce futur disque, enregistré live en studio et sur le toit de l'immeuble de leur compagnie Apple, qui sont toutes rejetées par le groupe. Un an plus tard, Allen Klein, le nouveau manager des Beatles (déjà factuellement séparés), suivi par John Lennon et George Harrison, mais pas par Paul McCartney mis ensuite devant le fait accompli, décide de confier les bandes au producteur américain Phil Spector. C'est la version et les arrangements de Spector qui sont conservés pour l'album, renommé Let It Be. Le commentaire de Glyn Johns à propos de ce travail sera : « Spector puked all over Let It Be / Spector a vomi partout sur Let It Be ». La publication de Let It Be... Naked en 2003 propose d'ailleurs une version dé-spectorisée de l'album.
Les travaux suivants de Johns sur les trois premiers albums du groupe The Eagles se révèlent être fondamentaux à l'établissement du style du groupe. Son travail sur le dernier album de Téléphone, tout aussi remarquable, permet d'apaiser les tensions au sein du groupe le temps de réaliser l'album — ce qui n'empêche pas sa séparation deux ans plus tard.
Glyn Johns est le père du producteur Ethan Johns (en), qui a également travaillé avec Paul McCartney — sur l'album New —, et des artistes tels que Ryan Adams et Kings of Leon.